# Zborov (okres Bardejov)
Zborov je obec na Slovensku v okrese Bardejov. Žije zde přibližně 3 500 obyvatel, první písemná zmínka pochází z roku 1355. Nachází se zde římskokatolický farní kostel svaté Markéty Antiochijské z první poloviny 17. století a dále pak římskokatolický kostel svaté Žofie z roku 1640; obě stavby jsou národní kulturní památkou Slovenské republiky.
Nedaleko ležící hrad Zborov, zvaný též Makovica podle stejnojmenného panství, byl zničen v roce 1684 a dnes z něj zůstala jen zřícenina. V okolí hradu byla již v roce 1926 zřízena přírodní rezervace Zborovský hradný vrch.